# SN 1999ao
SN 1999ao – supernowa typu Ia odkryta 3 marca 1999 roku w galaktyce A062726-3550. W momencie odkrycia miała maksymalną jasność 18,20m.